# はじまりのうた (Little Glee Monsterの曲)
「はじまりのうた」は Little Glee Monster の7枚目のシングル。2016年11月9日にソニー・ミュージックレコーズから発売。

## 概要
前作『私らしく生きてみたい/君のようになりたい』から約3ヶ月ぶりとなる7枚目のシングル。
- 本作は6色6種ジャケット、00001~10000のナンバリングがジャケットとなっており[1]、1万枚限定で発売。
- 本作リリース後の2017年6月に麻珠が卒業したため、本作がデビュー当時からの6人体制でリリースした最後のシングルとなった。

### 楽曲解説
はじまりのうた
- 2017年1月に開催されたグループ初の日本武道館公演「Live in 武道館〜はじまりのうた〜」に向けて制作された楽曲である。
- 本曲について、manakaは「今回は絆をテーマに作った曲で、自分たちにとってはメンバー1人ひとりの顔やファンの方たちが思い浮かぶし、ファンの方が聴いてくださったら『リトグリはファンのことをこんな気持ちで思ってるんだ』ってことが伝わるんじゃないかな。」と語っている[2]。また、芹奈は「実は『はじまりのうた』は今までの曲の中で、一番コーラスの数が多いんですよ。だからというわけじゃないですけど、今まで私たちが身に付けてきたハモりの技術を全部活かせてるんじゃないかなと、レコーディングのときに思ったんです。」と語っている。
- ミュージック・ビデオは、『溺れるナイフ』などを手がけた山戸結希監督を迎え、2017年1月8日にワンマンライブをひかえる日本武道館を中心に撮影された[3]

Magic Snow
- 「三井アウトレットパーク」CMソング。
- メジャーデビュー頃から存在していた楽曲であり、本作が初収録である。
- 2020年にリリースされたシングル「Dear My Friend feat. Pentatonix」のカップリングにて、5人体制で再録した「Magic Snow -Sing 2020-」が収録された。

Feel Me -Live at Zepp Diver City 2016.03.27-
- 2016年3月に行われたZepp Diver Cityでのワンマンライブの音源を収録。原曲は、アルバム「Colorful Monster」に収録されている。
- 音楽配信サービスでの配信されていない為、本曲を聞けるのはCDのみである。

## リリース

### 形態
| 発売日        | レーベル    | 最高順位 | 販売形態 | 規格品番  | 備考            |
| ------------- | ----------- | -------- | -------- | --------- | --------------- |
| 2016年11月9日 | gr8!records | 17位     | CD       | SRCL-9220 | 1万枚限定生産盤 |

## 収録曲
| 01           | はじまりのうた                               | 前田甘露     | 中村大輪・Carlos K.                            | Carlos K.                | 4:53  | MV - YouTube |  |  |
| 02           | Magic Snow                                   | RMari-Joe    | KEN for 2SOUL Music lnc.・福原美穂・Philip Woo | KEN for 2SOUL MUSIC Ins. | 4:11  |              |  |  |
| 03           | Feel Me -Live at Zepp Diver City 2016.03.27- | Chara        | Chara                                          | Chara                    | 5:53  |              |  |  |
| 04           | はじまりのうた -instrumental-                |              |                                                |                          | 4:54  |              |  |  |
| 合計収録時間 | 合計収録時間                                 | 合計収録時間 | 合計収録時間                                   | 合計収録時間             | 19:53 |              |  |  |

## 収録作品
はじまりのうた
- 『Joyful Monster』(#1)
- 『GRADATI∞N』(#16)
  - GRADATI∞N ver.で収録。

Magic Snow
- 「Dear My Friend feat. Pentatonix」
  - 新たに新録したSing 2020として収録。

## ライブ映像作品
| 曲名           | 公演                                                              |
| -------------- | ----------------------------------------------------------------- |
| はじまりのうた | Little Glee Monster Live in 武道館〜はじまりのうた〜              |
| はじまりのうた | Little Glee Monster Arena Tour 2018 -juice!!!!! at YOKOHAMA ARENA |
| はじまりのうた | Little Glee Monster Live in BUDOKAN〜Calling Over!!!!!            |
| はじまりのうた | Little Glee Monster Live Tour 2022 Journey                        |
| はじまりのうた | Little Glee Monster Live Tour 2024 “UNLOCK!”                      |
| はじまりのうた | Little Glee Monster 10th Anniversary Live                         |